# 이상우 (1938년)
이상우(李相禹, 1938년 4월 16일~)는 대한민국의 관료, 학자이다. 1938년 출생했다. 1961년 서울대학교 법과대학 행정학과를 졸업하고, 같은 대학교의 대학원에서 국제법을 전공하여 이한기(李漢基) 교수의 지도로 〈소수민족보호와 국제연합의 인권규약안에 관한 연구〉라는 논문으로 1965년 법학 석사학위를 받았다. 그 후 미국 국무성의 East-West Center 장학생으로 선발되어 University of Hawaii에 유학하여 1971년에 R. J. Rummel 교수의 지도로 〈Communist China’s Foreign Behavior: An Application of Social Field Theory Model Ⅱ〉라는 논문으로 정치학 박사학위를 취득하였다. 1973년 귀국 후 경희대에서 3년 반, 서강대에서 27년간 정치학 교수로 봉직하였고 2003년부터 4년간 한림대학교에서 총장으로 일했다. 현재 서강대학교 명예교수직과 사단법인 신아세아연구소 소장직을 맡고 있다. 주요 저서로는 《함께 사는 통일》, 《럼멜의 자유주의 평화이론》, 《국제관계이론》, 《국제정치학강의》, 《북한정치》, 《21세기 동아시아와 한국》 제1집, 제2집, 《새로 쓴 우리들의 대한민국》 등이 있다. 국가안보총괄점검회의 의장, 국방선진화추진위원회 위원장, 국방부 국방개혁추진위원회 심의의원을 역임했다.

## 저서
- 《정치학개론》(2013년 오름)
- 《새로쓴 우리들의 대한민국》(2012년 기파랑)
- 《우리가 살아갈 21세기》(2007년 기파랑)
- 《새 몽골이 온다》(2006년 기파랑)